# Изерски планини
Изерските планини (на чешки: Jizerské hory; на полски: Góry Izerskie) е ниска планина, простираща се в Чехия и частично в Полша, явяваща се съставна част на планината Судети, северна „ограда“ на обширния Чешки масив. Има почти кръгла форма с диаметър около 40 km, като на изток дълбоката долина на река Изера (десен приток на Лаба) я отделя от планината Кърконоше (съставна част на Судетите), а на запад, в района на град Либерец долината на река Ниса Лужицка (ляв приток на Елба) – от Лужицките планини (също съставна част на Судетите). Планината представлява нагънато-блоков масив с къси и стръмни склонове и плоско било. Максимална височина връх Висока Копа 1124 m, издигащ се в централната ѝ част. Изградена е предимно от гранити и кристалинни шисти. Изерските планини се явяват главен вододел мужду водосборните басейни на реките Елба (Лаба) и Одер (Одра). Към басейна на първата пренадлежи река Изера и няколко нейни десни притока, а към басейна на втората – река Ниса Лужицка и десният ѝ приток Витка и няколко леви притока на река Бубър (ляв приток на Одра). Почти повсеместно е покрита с гъсти иглолистни гори.